# RKB Mainichi Broadcasting
RKB Mainichi Broadcasting Corporation (RKB毎日放送株式会社?, RKB Mainichi Hoso Kabushiki Gaisha) è un'emittente televisiva giapponese con sede a Fukuoka, posseduta da Mainichi Broadcasting System, Mainichi Shinbun e Aso Group. È affiliata a Japan Radio Network (JRN), Japan News Network (JNN) e TBS Network.
La sigla RKB deriva dalle iniziali del vecchio nome della stazione: Radio Kyūshū Broadcasting (ラジオ九州放送?, Rajio Kyūshū Hoso).